# Paul Birch
Paul Vincent "Polly" Birch (Homestead, Pensilvania; 4 de enero de 1910 - Pittsburgh, Pensilvania; 5 de junio de 1982) fue un jugador y entrenador de baloncesto estadounidense que disputó seis temporadas en la NBL, y una más en la AAPBL. Los dos últimos años de su carrera ejerció como jugador-entrenador, dirigiendo posteriormente ya únicamente como entrenador a dos equipos de la NBA. Con 1,85 metros de estatura, jugaba en la posición de escolta.

## Trayectoria deportiva

### Universidad
Jugó durante su etapa universitaria con los Dukes de la Universidad Duquesne, siendo elegido en 1935 por la firma Converse en el primer equipo All-American.

### Profesional
Fichó en 1938 por los Pittsburgh Pirates, donde jugó una temporada en la que fue el mejor anotador del equipo, promediando 10,0 puntos por partido, siendo elegido en el mejor quinteto de la NBA. Regresó al baloncesto profesional en 1941 de la mano de los Fort Wayne Pistons, con los que jugó cuatro temporadas, consiguiendo el campeonato en 1944 y 1945
En 1945 fichó como jugador-entrenador por los Youngstown Bears, puesto que repetiría al año siguiente en los Youngstown Cubs de la AAPBL.

### Entrenador
Tras dejar el baloncesto en activo, en 1946 fue contratado por los Pittsburgh Ironmen de la BAA como entrenador, con los que logró 15 victorias y 15 derrotas. Años más tarde, en 1951 fichó por los Fort Wayne Pistons, a los que dirigió tres temporadas, logrando 105 victorias y 102 derrotas, clasificando al equipo en todas ellas para los playoffs.